# Страхил войвода
 Тази статия е за българския хайдутин.  За селото в Южна България вижте Страхил войвода (село).  
Страхил войвода е роден в с. Ветрен в средата на 17 век. Друга версия поставя родното му място в с. Овчарци. Населени места като Батак, Мало Конаре и Ловеч също считат, че е техен гражданин. За Страхил войвода пише големият турски историк Силяхдар Мехмед паша.
Войвода е на дружина от 200 души все опитни люде с голяма сфера на действие. Няма планини в българско, които да не е посещавал. Като се занимава с хайдутство – започва атаки над заможните турци по пътищата, обира кервани. Действията му се превърнали в заплаха за османската власт, поради което до кадиите на Пловдив и Пазарджик са изпратени нареждания да се образува мохамеданско опълчение за залавянето му. В помощ на наказателните отряди са придадени и отделни отряди конница. Наредено е заловените хайдути да бъдат наказвани незабавно. Веднага след получаването на съответните нареждания, двамата турски военачалници пристъпват към изпълнение на поставената задача. Страхил войвода обаче узнава за подготвяната дейност и взема съответните мерки за защита. По това време бунтуващите се българи започват да се стичат към Ниш, накъдето се насочва и Страхил войвода.
Преследвачите правят опит да го настигнат в планините, но не успяват да го заловят и накрая се отказват от всякакво преследване. Страхил войвода се включва във въстанието, оглавено от Карпош в западните български земи. Всичко това му спечелва голям авторитет пред австрийските власти, които гледат на него като на личен представител на бунтуващите се българи с ранг на генерал в австрийската армия. Както свидетелстват летописите след това, Страхил войвода действа съвместно с 4000 немци, маджари и хайдути в нападенията срещу Кюстендил на 20 март 1690 г. Бойният отряд напада варошата на Кюстендил по това време и подлага всички мюсюлмани на сеч. Османските духовници, начело със Зияде Ахмед ефенди, се укриват във Фатих Мехмед джамия, обаче всички биват изклани.
При подготовката на османското настъпление към Ниш Страхил, който неведнъж е нападал мюсюлманското население, се опасявал, че ако османците обсадят града, австрийците ще го предадат. Той успява да напусне крепостта и избягал. При завладяването на Ниш от мюсюлманите семейството му е заловено и продадено в робство. След падането на Ниш съдбата му е неизвестна. Според едно иманярско предание войводата е заловен и убит в Цариград. Байрактар му е бил хайдутин с име Атмаджата, безстрашен колкото войводата си и по тази причина възпят в народни песни.
Последни проучвания дават основание да се вярва, че в началото на 18 век Страхил войвода се установява с четата си в Странджа. Името му се споменава за последно през 1711 г., по времето на т. нар. Прутска война, във връзка с хайдушки действия в тила на османската армия. Има предположение, че загива в района на Факия.